# Симьон, Кармен
Кармен Симьон (рум. Carmen Simion; род. 5 мая 1970) — румынская гребчиха-байдарочница, выступала за сборную Румынии в начале 1990-х годов. Участница летних Олимпийских игр в Барселоне, бронзовая призёрша чемпионата мира, победительница многих регат национального и международного значения.

## Биография
Кармен Симьон родилась 5 мая 1970 года.
Первого серьёзного успеха на взрослом международном уровне добилась в 1992 году, когда попала в основной состав румынской национальной сборной и благодаря череде удачных выступлений удостоилась права защищать честь страны на летних Олимпийских играх в Барселоне. Стартовала здесь на дистанции 500 метров в двойках и четвёрках, в обеих этих дисциплинах дошла до финала, на в решающих заездах в обоих случаях показала на финише четвёртый результат, немного не дотянув до призовых позиций.
После барселонской Олимпиады Симьон осталась в основном составе гребной команды Румынии и продолжила принимать участие в крупнейших международных регатах. Так, в 1993 году она побывала на чемпионате мира в Копенгагене, откуда привезла награду бронзового достоинства, выигранную в зачёте двухместных байдарок на дистанции 5000 метров вместе с напарницей Санда Тома — в финале их обошли только экипажи из Германии и Венгрии. Вскоре по окончании этих соревнований приняла решение завершить карьеру профессиональной спортсменки, уступив место в сборной молодым румынским гребчихам.